# Макс Брод
Макс Брод (на немски: Max Brod) е австрийски писател, философ, журналист, композитор, театрален и музикален критик.

## Биография
Роден е на 27 май 1884 г. в Прага, тогава в Австро-Унгария, в немскоговорещо семейство на чешки евреи. Въпреки че е плодовит писател със значително литературно творчество, Брод си създава име преди всичко като приятел и биограф на Франц Кафка.
След като завършва гимназия, Макс Брод следва Право в пражкия Карл-Фердинандов университет и се дипломира през 1907 г. След 1912 г. става изявен ционист под влиянието на Мартин Бубер и когато през 1918 г. Чехословакия получава независимост, той за кратко работи като заместник-председател на Еврейския национален съвет.
Когато през 1939 г. нацистите превземат Прага, Брод и съпругата му Елза Таусиг бягат в Палестина. Установяват се в Тел Авив, където Брод продължава да пише и в продължение на 30 години работи като драматург в Израелския национален театър. След смъртта на съпругата му през 1942 г. Брод публикува малко произведения. Умира на 20 декември 1968 г. в Тел Авив.

## Литературна кариера
За разлика от Кафка, Брод бързо се превръща в плодотворен и успешен писател, който публикува общо 83 творби. Първият му роман и четвърта книга Замъкът Норнепиге, издаден през 1908 г., когато Брод е само на 24 г., е честван в берлинските литературни кръгове като шедьовър на експресионизма.
Макс Брод безкористно насърчава други писатели и музиканти. Сред неговите избраници е Франц Верфел, който по-късно ще се лиши от подкрепата му, понеже заменя юдаизма с християнството. Брод също така пише както за, така и против Карл Краус, който променя вероизповеданието си от юдаизъм в римокатолицизъм. Критическа подкрепа на Брод ще бъде от решаващо значение за популярността на Ярослав Хашек с Приключенията на добрия войник Швейк през Световната война. Макс Брод също така играе важна роля за разпространяването на оперите на Леош Яначек.

## Приятелство с Кафка
Макс Брод среща за първи път Франц Кафка на 23 октомври 1902 г., когато и двамата са студенти в Карловия университет. Брод изнася доклад в немскоезичната зала за Артур Шопенхауер. Кафка, една година по-възрастен от него, го поздравява след доклада и го изпраща до вкъщи. „Той имаше навика да участва във всички срещи на секцията, но дотогава едва ли се забелязвахме един друг“, пише Брод. „Мълчаливият Кафка беше трудно различим... дори неговите елегантни, обикновено тъмносини костюми бяха незабележими и скромни като самия него. По онова време обаче, изглежда, нещо го бе привлякло към мене, той стана по-открит от обикновено и изпълваше безкрайните ни разходки до вкъщи с несъгласия относно моите твърде груби формулировки.“
От този момент нататък Брод и Кафка се срещат често, дори всекидневно, и остават близки приятели до смъртта на Кафка. Кафка е чест гост в дома на родителите на Брод. Там той среща бъдещата си приятелка и годеница Фелице Бауер, роднина на Брод. След като се дипломира, Брод работи известно време в пощенската служба. Сравнително малката заетост му дава време да започне дейността си като художествен критик и писател на свободна практика. Също и Кафка започва работа в застрахователна агенция и урежда застраховки за трудова злополука. След като получава докторска титла през 1907 г. Макс Брод работи като съдебен, финансов, пощенски и застрахователен чиновник, а после се изявява като театрален и музикален критик.

## Публикуване на произведенията на Кафка
След смъртта на Кафка през 1924 г. Макс Брод управлява неговото литературно наследство и така запазва непубликуваните му творби от изгаряне, въпреки изричната воля на Кафка. Защитава това си действие, като твърди, че когато Кафка го помолих да изгори ръкописите му, той отвърнал, че няма да изпълни това желание: „Франц трябваше да определи друг изпълнител, ако беше абсолютно и напълно решен да се спазят указанията му.“ Преди още ред от прочутите по-късно творби на Кафка да станат публично достояние, Брод вече го възхвалява като „най-великият писател на нашето време“, което го нарежда до Гьоте или Толстой. Когато произведенията на Кафка се публикуват посмъртно (Процесът излиза през 1925 г., последван от Замъка през 1926 г. и от Америка през 1927 г.), този ранен положителен отзив намира всеобща подкрепа и одобрението на критиката.

## Музикант и композитор
Наред с Право, Макс Брод изучава Музикознание, Композиция и Пиано и става отличен пианист. Като композитор е активен до 50-те години на 20. век, като пише предимно камерни творби, сред тях общо 14 песенни цикъла. Преподавателят му по композиция е ученик на Антонин Дворжак, чиито произведения оказват голямо влияние върху музикалното творчеството на Макс Брод.

### Литературни творби
- Tod den Toten (Novellen) (1906)
- Schloss Nornepygge. Roman (1908)
- Ein tschechisches Dienstmädchen (Roman) (1909)
- Die Erziehung zur Hetäre (Novellen) (1909)
- Jüdinnen (Roman) (1911)
- Weiberwirtschaft. Novellen (1913)
- Anschauung und Begriff (zusammen mit Felix Weltsch) (1913)
- Die Höhe des Gefühls (Gedichte) (1913)
- Ein Kampf um Wahrheit (Romantrilogie)
  - Tycho Brahes Weg zu Gott (1915)
  - Reubeni, Fürst der Juden (1925)
  - Galilei in Gefangenschaft (1948)
- Die erste Stunde nach dem Tode. Eine Gespenstergeschichte (1916)
- Das große Wagnis (Roman) (1918)
- Leben mit einer Göttin (1923)
- Die Frau, nach der man sich sehnt (Roman) (1927)

Жената, по която копнеем, изд. „Право“ (1929), прев. Вера Плочева
- Die Frau, die nicht enttäuscht (1934)
- Novellen aus Böhmen (1936)
- Annerl (1937)
- Unambo (1949) (Roman aus dem jüdisch-arabischen Krieg)
- Der Meister (1952) (Christus-Roman)
- Beinahe ein Vorzugsschüler oder Piece touchee (1952)
- Das Schloß, Drama nach Franz Kafka (1953)
- Armer Cicero (1955)
- Rebellische Herzen (1957)
- Prager Tagblatt (1957) (Roman einer Redaktion)
- Mira (1958) (Roman um Hofmannsthal)
- Jugend im Nebel (1959)
- Die Rosenkoralle. Ein Prager Roman (1961)
- Die verkaufte Braut. Der abenteuerliche Lebensroman des Textdichters Karel Sabina (1962)

### Студии
- Über die Schönheit häßlicher Bilder (1913)
- Heidentum, Christentum und Judentum (1921)
- Sternenhimmel. Musik- und Theatererlebnisse (1923)
- Leos Janácek. Leben und Werk (1925)
- Heinrich Heine (1934) (Biographie)
- Rassentheorie und Judentum. Mit einem Anhang über den Nationalhumanismus von F. Weltsch (1936)
- Diesseits und Jenseits (2 Bände):
  - Von der Krisis der Seelen und vom Weltbildes der neuen Naturwissenschaft (1946)
  - Von der Unsterblichkeit der Seele, der Gerechtigkeit Gottes und einer neuen Politik (1947)
- Israels Musik (1951)
- Streitbares Leben (Autobiographie) (1960)
- Johannes Reuchlin und sein Kampf (1965)
- Der Prager Kreis (1966)

### За Франц Кафка
- Der Dichter Franz Kafka (1921)
- Franz Kafkas Nachlass (1924)
- Franz Kafka und Max Brod in ihren Doppelberufen (1927)
- Franz Kafkas Grunderlebnis (1931)
- Aus Franz Kafkas Kindertagen (1937)
- Franz Kafkas Glaubensposition (1937)
- Franz Kafka. Eine Biographie (1937, erweitert 1954)
- Das Jüdische in Franz Kafka (1947)
- Franz Kafkas Glauben und Lehre (1948)
- Franz Kafka als wegweisende Gestalt (1951)
- Ermordung einer Puppe namens Franz Kafka (1952)
- Verzweiflung und Erlösung im Werke Franz Kafkas (1959)